# Allium koksuense
Allium koksuense — вид квіткових рослин з підродини цибулевих (Allioideae).

## Поширення
Ендемік Казахстану.